# Беатриче и Бенедикт
„Беатриче и Бенедикт“ (на френски: Béatrice et Bénédict) е опера на френския композитор Ектор Берлиоз по негово собствено либрето, базирано на комедията „Много шум за нищо“ от Уилям Шекспир.
„Беатриче и Бенедикт“ е първата значима оперна преработка на пиесата на Шекспир, като Берлиоз планира написването на своята опера през 1832-1833 г. по време на най-силните перипетии на любовта си с английската драматична актриса Хариет Смитсън, която скоро след това става негова жена. Това дава основание да се предполага, че в историята на двамата главни герои – влюбените един в друг, но несмеещи да го признаят Беатриче и Бенедикт – композиторът е вложил много от чувствата, които са го вълнували тогава.
Берлиоз се заема с написването на опера по произведението на Шекспир едва след завършването на „Троянци“ през 1858 година, като сам пише либретото. В оригиналното произведение на Шекспир главните герои са Херо и Клавдио, докато Беатриче и Бенедикт имат поддържаща роля и са носители на така наречената висока комедия. Берлиоз обръща ролите, което го кара да нарече операта с имената на своите главни герои вместо с оригиналното заглавие на Шекспир.
Операта „Беатриче и Бенедикт“ е завършена през 1862 г. Първото изпълнение е трябвало да бъде осъществено от Опера комик в Париж, но под предлог, че нямат подходяща певица за Беатриче, ръководството се отказва от своя ангажимент. На 9 август същата година „Беатриче и Бенедикт“ е изнесена в театъра на Баден-Баден с голям успех, а през следващата година Берлиоз дирижира немскоезична постановка във Ваймар. Операта е представена за пръв път във Франция през 1890 година.